# San Salvador (eiland)
San Salvador (Heilige Verlosser of Santiago of in het Engels James Island vernoemd naar koning Jacobus II van Engeland) is een van de middelgrote Galapagoseilanden; het ligt in het midden van de archipel.

## Beschrijving

### Geschiedenis
San Salvador was het tweede eiland dat Charles Darwin in 1835 bezocht. Het eiland werd toen al heel lang geëxploiteerd; walvisvaarders en avonturiers haalden er zoet water, hout en schildpadden. Darwin ontmoette er Spanjaarden die hem een zoutmijn midden op het eiland lieten zien. Mijnbouw was er ook gedurende de jaren 1920 en opnieuw in de jaren 1960. In de jaren 1930 werd een poging ondernomen om het eiland blijvend te koloniseren, maar dit mislukte. Veel eerder, in de negentiende eeuw werden er geiten, varkens en ezels op het eiland los gelaten die er verwilderden. De introductie en verwildering van deze huisdieren had en heeft een groot ecologisch effect op de inheemse flora en fauna. In 1959 werd het eiland onderdeel van het Galapagos National Park. Rond het eiland liggen verschillende kleine eilanden die worden bezocht door sportduikers. Het eiland is het meest door toeristen bezochte gebied van het nationale park.

### Fauna
Op het eiland komen onder andere voor zeeleguaan, galápagoszeeleeuw, reuzenschildpad, zeeschildpadden, Amerikaanse flamingo, darwinvinken en galapagosbuizerd. Het eiland is ook leefgebied voor de kwetsbare galápagosdwergral en de ernstig bedreigde zwartborststormvogel. In 1997 werd in een klein gebiedje aan de oostkust ontdekt dat een endemisch soort knaagdier (Nesoryzomys swarthi, in het Engels: Santiago rice rat) nog aanwezig was terwijl men vermoedde dat het dier sinds het begin van de 20ste eeuw was uitgestorven.

### Ecologisch herstel
De ingevoerde zwarte ratten, geiten, varkens en ezels hadden een groot effect op de inheemse vegetatie en dierenleven. De geiten veroorzaakte overbegrazing en bodemerosie en zij vormden voedselconcurrenten voor de reuzenschildpadden. De varkens wroetten door de bodem en groeven de eieren van zowel land- als zeeschildpadden op en verder de nesten van in holen of op de grond broedende zeevogels zoals de zwartborststormvogel. De verwilderde ezels vernielden de velden met inheemse schijfcactussen. Daardoor bleef weinig over van het oorspronkelijke ecosysteem. In de jaren 1980 is men serieus begonnen met het verwijderen van de ezels, geiten en varkens. Pas in 2006 lukte het het gehele eiland te vrijwaren van deze exoten. Daarna herstelde de vegetatie zich. Een nieuw probleem worden gevormd door invasieve planten zoals de bramensoort Rubus niveus, die zich nu in hoog tempo uitbreidt over de meer vochtige delen van het eiland.

## Bron
- Santiago (San Salvador). Galapagos Conservancy. Geraadpleegd op 20 april 2015.